# Julius Grant (Forensiker)
Julius Grant (* 19. Oktober 1901, London, England; † 5. Juli 1991) war ein britischer Forensiker.
Julius Grant wuchs in London auf und arbeitete im Labor einer Drogerie, während er gleichzeitig die Abendschule besuchte. Er studierte Chemie und erhielt einen Doktortitel in Chemie. 1931 nahm er eine Tätigkeit im Labor der Papierfabrik John Dickinson in Croxley Mills auf. In dieser Zeit war er auch mit der Untersuchung des Papiers der Mumie von Tutanchamun beschäftigt. Im Zweiten Weltkrieg entwickelte er essbares Papier für Geheimagenten und Papier für Kriegsgefangene, das verhinderte, dass sie zusätzliche geheime Notizen machten, sowie Geheimtinte. Er entwickelte eine Methode, um Lebensmittelrationierungsbücher fälschungssicher zu machen, indem man das Papier mit winzigen Abschnitten von rotgefärbten Haaren aus Kuhschwänzen bestäubte.
1948 übernahm er die Leitung der chemischen Analysefirma Hehner & Cox. Grant war in zahlreichen polizeilichen Ermittlungsverfahren und Gerichtsverhandlungen als Gutachter tätig. Zu den Verbrechen, in denen er herangezogen wurde, gehörte der Postzugraub von 1963 und auch an der Untersuchung des fehlgeschlagenen Attentats auf Erzbischof Makarios 1974 war er beteiligt. 1974 war er im Mordprozess gegen George Ince in einem sehr seltenen Fall sowohl Gutachter für die Verteidigung wie auch für die Anklage. Sein Gutachten führte jedoch dazu, dass eine vermeintlich unwiderlegbar gegründete Anklage fallen gelassen werden musste, da er nachweisen konnte, dass seltene Fasern sich nicht nur am Ort des Mordes, sondern auch in der Wohnung von Ince’ unbeteiligter Schwester, fanden. Grant war auch als Gutachter im Prozess gegen John Demjanjuk in Jerusalem tätig.
1967 entlarvte Grant innerhalb weniger Minuten die von zwei Frauen vorgelegten Tagebücher Benito Mussolinis als eine Fälschung, die von verschiedenen Personen, darunter dem Sohn Mussolinis, zuvor als echt erklärt worden waren. Grant entdeckte in einem auf 1925 datierten Schulheft eine Papiersorte, deren Einführung in den 1930er Jahren er selbst in der Papierindustrie miterlebt hatte. Die Sunday Times legte ihm im Mai 1983 zwei Bände der angeblichen Tagebücher Adolf Hitlers zur Untersuchung vor. Innerhalb von fünf Stunden konnte Grant nachweisen, dass die Bücher auf Recyclingpapier geschrieben worden waren, das mit einer Chemikalie zur Aufhellung behandelt worden war, die erst nach dem Zweiten Weltkrieg zur Verfügung stand.
Grant war Präsident der Royal Forensic Society und der Medical-Legal Society. Er veröffentlichte 28 Bücher. 
Grant war zweimal verheiratet und hatte zwei Kinder aus seiner ersten Ehe. Über 30 Jahre lebte er auf der Themseinsel Friday Island.

## Veröffentlichungen (Auswahl)
- Science for the Prosecution, Chapman & Hall, London, 1. Auflage 1941
- mit Inigo W.D. Hackh, Hackh's chemical dictionary, J. & A. Churchill, London,  2. Auflage 1938